# بطولة تونس لألعاب القوى 2015
بطولة تونس لألعاب القوى 2015 هو الدورة 60 من بطولة تونس لألعاب القوى.

فاز بهذا الموسم النادي الرياضي بسوسة.

## روابط خارجية
- الموقع الرسمي للجامعة التونسية لألعاب القوى.